# Rathaus-Galerie Hagen

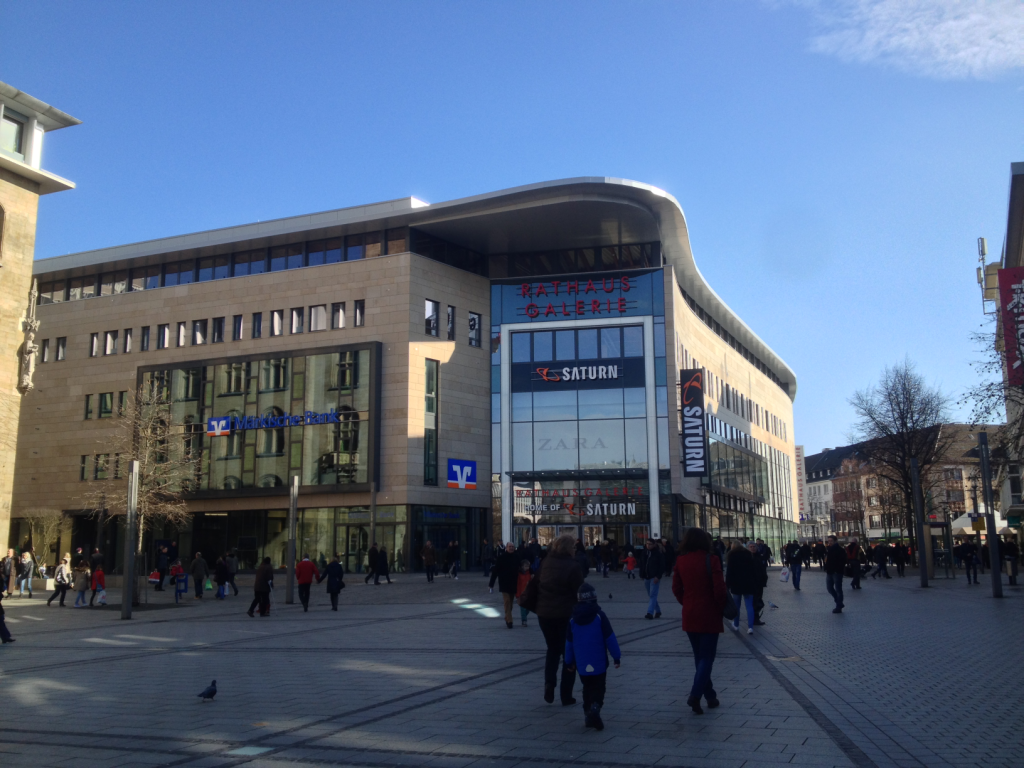
Rathaus-Galerie Hagen

De Rathaus-Galerie Hagen is een winkelgalerij bij het stadhuis van Hagen in de Duitse deelstaat Noordrijn-Westfalen. Het pand aan de Friedrich-Ebert-Platz, Rathausstrasse en Mittelstrasse werd gedeeltelijk geopend in oktober 2014 en volledig in november 2014.
De galerij biedt 22.000 m² verkoopruimte voor in totaal tachtig winkels. De bouwkosten bedroegen 120 miljoen euro. De galerie van 150 bij 120 meter heeft atria met roltrappen en is een tweede winkelcentrum in het stadshart als aanvulling op de Volme-Galerie. Hiermee wilde het stadsbestuur de aantrekkelijkheid van het stadscentrum als winkelgebied vergroten.  
De galerij werd ontwikkeld door de GEDO-Gruppe. Het complex, naar een ontwerp van KuBuS Architektur Menschen und Stadtplanung uit Wetzlar, wordt beheerd door Koprian iQ.
De feestelijke opening op 14 oktober 2014 mislukte vanwege problemen met de brandbeveiliging. Alleen de Saturn-winkel kon open. Op de openingsdag kwamen 60.000 bezoekers. Het eerste alarm vond plaats op 19 oktober 2014. De brandweer kon de elektronicawinkel echter een uur lang niet betreden omdat een verkeerd geprogrammeerd alarmsysteem de deur blokkeerde. Op 13 november 2014 is de Rathaus-Galerie volledig heropend zonder problemen of grote incidenten.
Sinds de watersnoodramp op 14 juli 2021 was de Rathaus-Galerie gesloten. De geïntegreerde REWE-supermarkt werd op 1 september 2022 heropend. De heropening van de stadhuisgalerij vond plaats op 30 maart 2023.